# ريتشارد إم. توبين
ريتشارد إم. توبين (بالإنجليزية: Richard M. Tobin)‏ هو دبلوماسي وضابط أمريكي، ولد في 9 أبريل 1866 في سان فرانسيسكو في الولايات المتحدة، وتوفي في 23 يناير 1952.